# NGC 6106
NGC 6106 (другие обозначения — UGC 10328, MCG 1-41-16, ZWG 52.1, IRAS16163+0731, PGC 57799) — спиральная галактика (Sc) в созвездии Геркулес.
Этот объект входит в число перечисленных в оригинальной редакции «Нового общего каталога».